# 1560
1560 (MDLX) a fost un an bisect al calendarului iulian, care a început într-o zi de luni.

## Nașteri
- 29 octombrie: Christian I, Elector de Saxonia (d. 1591)
- Anastasie Crimca, cărturar și cleric român (d. 1629)

## Decese
- 29 septembrie: Gustav I, 64 ani, rege al Suediei (n. 1496)